# Nyugotszenterzsébet, Baranya
Nyugotszenterzsébet este un sat în districtul Szigetvár, județul Baranya, Ungaria, având o populație de 254 de locuitori (2011). 

## Demografie
Componența etnică a satului Nyugotszenterzsébet
     Maghiari (98,32%)
     Germani (1,68%)
Componența confesională a satului Nyugotszenterzsébet
     Fără religie (32,28%)
     Reformați (11,02%)
     Necunoscută (56,69%)
Conform recensământului din 2011, satul Nyugotszenterzsébet avea 254 de locuitori. Din punct de vedere etnic, majoritatea locuitorilor (98,32%) erau maghiari, cu o minoritate de germani (1,68%). Nu există o religie majoritară, locuitorii fiind persoane fără religie (32,28%) și reformați (11,02%). Pentru 56,69% din locuitori nu este cunoscută apartenența confesională.